# Корнінг (Огайо)
Корнінг (англ. Corning) — селище (англ. village) в США, в окрузі Перрі штату Огайо. Населення — 488 осіб (2020).

## Географія
Корнінг розташований за координатами 39°36′6″ пн. ш. 82°5′15″ зх. д. / 39.60167° пн. ш. 82.08750° зх. д. (39.601671, -82.087567).  За даними Бюро перепису населення США в 2010 році селище мало площу 1,12 км², уся площа — суходіл.

## Демографія
Згідно з переписом 2010 року, у селищі мешкали 583 особи в 226 домогосподарствах у складі 152 родин. Густота населення становила 522 особи/км².  Було 264 помешкання (236/км²).
Расовий склад населення:
| - 97,3 % — білих - 0,5 % — чорних або афроамериканців - 0,3 % — корінних американців |

До двох чи більше рас належало 1,9 %. Частка іспаномовних становила 0,3 % від усіх жителів.
За віковим діапазоном населення розподілялося таким чином: 30,0 % — особи молодші 18 років, 56,3 % — особи у віці 18—64 років, 13,7 % — особи у віці 65 років та старші. Медіана віку мешканця становила 30,9 року. На 100 осіб жіночої статі у селищі припадало 95,6 чоловіків;  на 100 жінок у віці від 18 років та старших — 90,7 чоловіків також старших 18 років.
Середній дохід на одне домашнє господарство  становив 33 819 доларів США (медіана — 24 375), а середній дохід на одну сім'ю — 41 922 долари (медіана — 37 727). За межею бідності перебувало 29,7 % осіб, у тому числі 33,7 % дітей у віці до 18 років та 12,5 % осіб у віці 65 років та старших.
Цивільне працевлаштоване населення становило 163 особи. Основні галузі зайнятості: освіта, охорона здоров'я та соціальна допомога — 36,8 %, виробництво — 20,9 %, роздрібна торгівля — 7,4 %, будівництво — 6,1 %.